# Schwarze Messe

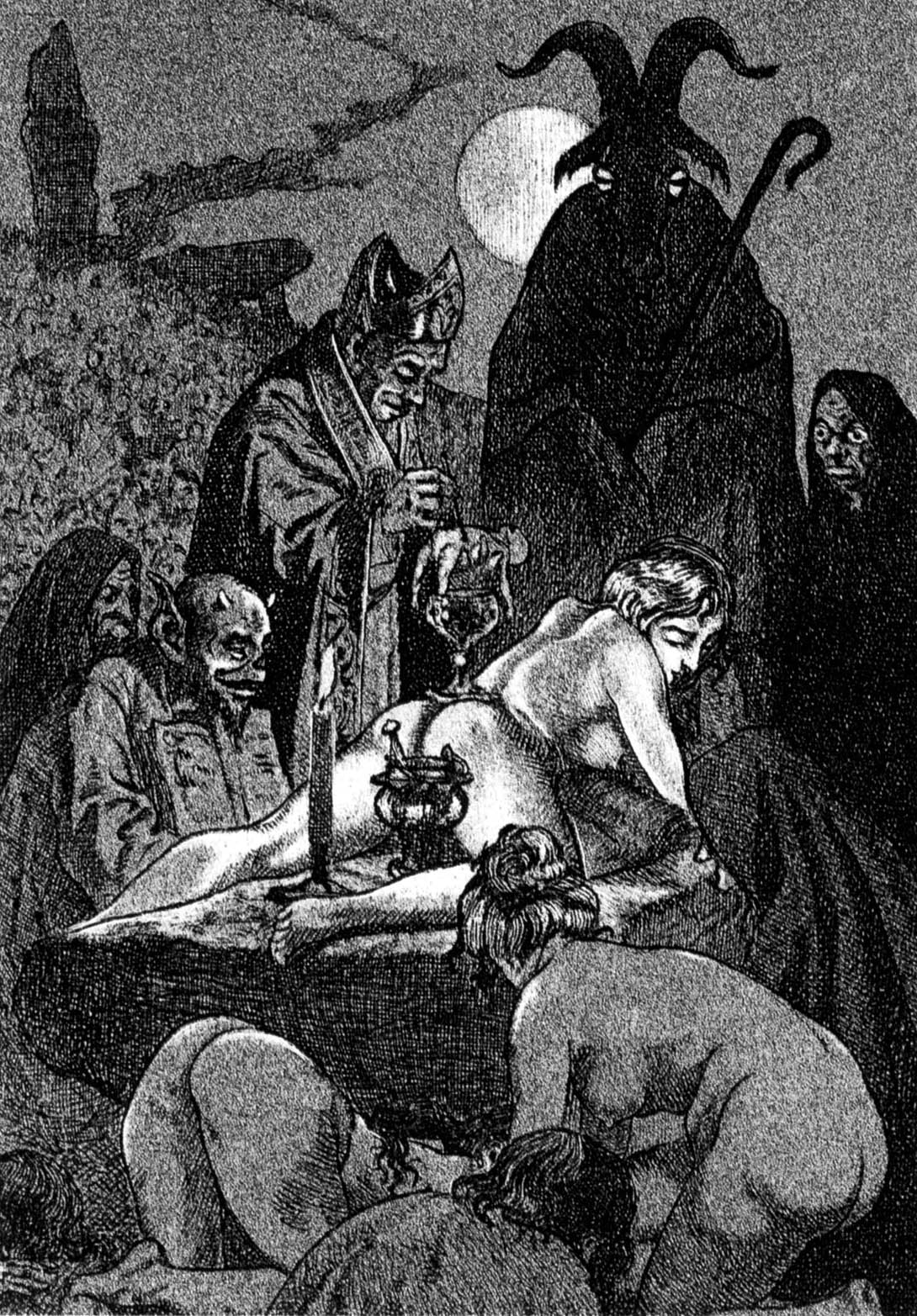
Martin van Maele: Schwarze Messe. Illustration aus dem Jahr 1911 zu Jules Michelets La Sorcière

Als Schwarze Messe (auch Teufelsmesse) wird eine okkulte religiöse Feier verstanden, bei der in einer Parodie der Heiligen Messe, die meist auch sexuelle Elemente enthält, der Teufel angebetet oder andere satanistische Rituale vollzogen werden. Dokumente für solche Feiern liegen bis ins 20. Jahrhundert ausschließlich vonseiten der christlichen Verfolger angeblicher Hexen und Teufelsanbeter vor, weshalb deren Wahrheitsgehalt in der Forschung bezweifelt wird. Zweifelsfrei nachgewiesen sind Schwarze Messen erst seit dem 20. Jahrhundert. Seit dem späten 19. Jahrhundert stellen sie ein wiederkehrendes Motiv der Belletristik dar.

## Geschichte

### Mittelalter

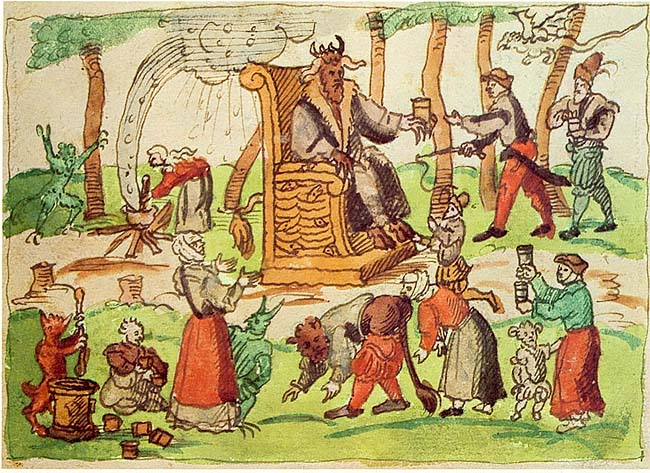
Darstellung eines Hexensabbats aus den Wickiana (ca. 1570)

Berichte über Schwarze Messen gibt es seit dem späten Mittelalter: Hexen würden während so genannter Hexensabbate blasphemische Umkehrungen der Heiligen Messe feiern, die auch sexuelle Ausschweifungen umfassten. Laut der amerikanischen Autorin Rosemary Guiley setzt der Glaube an Schwarze Messen die im Mittelalter abgeschlossene Ausbildung der katholischen Transsubstantiationslehre voraus: Danach vollzieht sich nämlich während der Eucharistie mit der Verwandlung der Hostie und des Weines in Christi Leib und Blut ein reales Wunder. In der Schwarzen Messe werde versucht, diese übernatürliche Möglichkeit zu anderen Zwecken zu nutzen. Der französische Historiker Jules Michelet schildert 1862 in seinem Werk La Sorcière eine solche blasphemische Feier: Sie habe aus Introitus, Kreistanz, Gloria, Credo, Agnus Dei sowie als Höhepunkt aus der sexuellen Vereinigung einer Frau, deren Körper sowohl den Altar als auch die Hostie darstelle, mit einem Dämon in der Form der Confarreatio bestanden. Bei seiner Schilderung stützt sich Michelet auf die Berichte des Hexenjägers Pierre de Lancre. Die Schwarzen Messen hätten im 14. Jahrhundert zur Zeit des avignonesischen Papsttums ihre endgültige Form gefunden, als die Autorität der Kirche schwand und die Ausbeutung der Bauern durch den Adel überhand nahm. In beidem sieht Michelet die Ursache sowohl von Bauernaufständen als auch von Schwarzen Messen. Der schottische Altertumswissenschaftler James George Frazer überliefert in seinem Hauptwerk Der goldene Zweig das Ritual einer „Messe von St. Sécaire“, die im Mittelalter in der Gascogne vorgekommen sein soll, um einen Schadenzauber zu bewirken. Sie soll in der Stunde vor Mitternacht in einer Kirchenruine von einem Priester und einem Akolythen von schlechtem Lebenswandel durchgeführt worden sein und die Verwendung einer schwarzen, dreieckigen Hostie sowie von Quellwasser umfasst haben, in das der Leichnam eines ungetauften Säuglings geworfen wurde. Dem vielfachen Kindermörder Gilles de Rais wurde während seines Inquisitionsprozesses 1440 ebenfalls zur Last gelegt, Schwarze Messen zelebriert zu haben.
In der modernen Hexenforschung wird dagegen Berichten über Schwarze Messen, Hexensabbate und Teufelspakte wenig Glaubwürdigkeit beigemessen, da sie stets auf unter Folter erpressten Geständnissen beruhen. Bei diesen Folterverhören gingen die Hexenverfolger nach den Anleitungen von Hexentheoretikern wie Heinrich Kramer und Martin Delrio vor, die ihrerseits zum Teil auf die Verhörkataloge der mittelalterlichen Ketzerverfolgung zurückgingen. Rosemary Guiley weist darauf hin, dass Berichte über organisierte Schwarze Messen als Teil einer Teufelsverehrung sich erst mit der Einführung der Inquisition 1215 häufen. Sie nimmt zwar an, dass es durchaus Schwarze Messen gegeben habe, nicht aber in der Häufigkeit und der Zügellosigkeit, von der die Quellen sprechen.

### Frühe Neuzeit

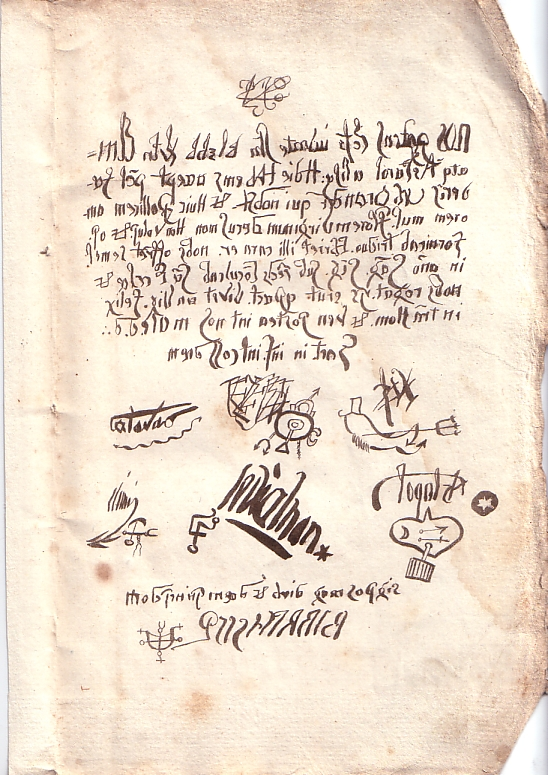
Angeblicher Vertrag zwischen dem Satan und dem Priester Urbain Grandier, von rechts nach links zu lesen, Loudun 1634.

Werbeplakat für Schriften von Léo Taxil, ca. 1895

Im 16. und 17. Jahrhundert wurden mehrere Priester hingerichtet, die angeblich Schwarze Messen durchgeführt hatten, doch handelte es sich dabei weniger um Teufelskulte als theatralische, bewusst schockierende Inszenierungen, mit denen gegen die Ungerechtigkeit der Kirche oder ihrer Würdenträger protestiert werden sollte. Im 17. Jahrhundert gibt es Berichte über Schwarze Messen in französischen Klöstern im Zusammenhang mit Fällen von Besessenheit, etwa in Louviers 1647 oder in Loudun. Dort wurde 1634 der Priester Urbain Grandier, der Geschlechtsverkehr mit mehreren Nonnen vom Orden der Ursulinen gehabt hatte, auf dem Scheiterhaufen verbrannt, weil er von diesen bezichtigt wurde, sie mit Hilfe von Dämonen dazu verleitet oder gezwungen zu haben. Im Prozess stellte ein von rechts nach links zu lesender Vertrag, der angeblich von ihm und dem Satan unterzeichnet wurde, ein wichtiges Beweisstück dar. Der Religionswissenschaftler Joachim Schmidt hält Realitätsgehalt dieses so genannten Klöstersatanismus für zweifelhaft.
Ende des 17. Jahrhunderts fanden angeblich Schwarze Messen im Frankreich Ludwigs XIV. statt. Diese Messen sollen von geweihten Priestern auf den Körpern nackter Frauen gelesen worden sein. Angeblich kam es dabei auch zu sexuellen Handlungen und zu Blutopfern. Angeklagte sagten unter Folter aus, neben Tieren seien auch Totgeburten, abgetriebene Kinder und Säuglinge geopfert worden. 1679 ließ der Pariser Polizeipräfekt Nicolas de la Reynie einen solchen Zirkel auffliegen. Die Angelegenheit wurde unter dem Namen „Giftaffäre“ oder auch „Montespan-Affäre“ bekannt, benannt nach einer der Hauptverdächtigen, Marquise de Montespan. Bis heute ist ungeklärt, ob die Schwarzen Messen real stattgefunden hatten. Joachim Schmidt hält sie für „die ersten wirklich nachweisbaren schwarzen Messen“, wohingegen es der Historiker Philip Jenkins für möglich hält, dass die Polizei nur Sensationsberichte einsammelte, die unter der Folter oder zu dem Zweck erfunden worden waren, hochgestellte Persönlichkeiten zu diskreditieren, die vielleicht einer anderen Faktion bei Hofe angehörten. Mit dem Ende der Montespan-Affäre endeten für über hundert Jahre die Berichte über Schwarze Messen.

### 19. Jahrhundert
Aus den Berichten über die angeblich von Montespan praktizierten Rituale bildete sich im 19. Jahrhundert das Narrativ der Schwarzen Messe in der Moderne. In den 1890er Jahren erregte der französische antiklerikale Journalist Leo Taxil (1854–1907) mit einer Reihe von sensationsheischenden Veröffentlichungen Aufsehen. Darin gab er vor, eine bis dahin geheime, „palladische“ Strömung der Freimaurerei aufzudecken, in der angeblich Schwarze Messen gefeiert und der Baphomet angebetet würde. 1897 deckte Taxil selber den Schwindel auf, den er ersonnen hatte, um die katholische Kirche als leichtgläubig und bigott zu diskreditieren. Gleichwohl gibt es bis heute Menschen, die seinen Erfindungen Glauben schenken.

## Belletristik
Seit dem ausgehenden 19. Jahrhundert finden sich in der Belletristik immer wieder entsprechende Schilderungen. 1891 veröffentlichte der französische Autor Joris-Karl Huysmans den Roman Tief unten (1891). Darin verstrickt sich der wie Huysmans der literarischen Richtung der Décadence anhängende Schriftsteller Durtal auf der Suche nach einem „spiritualistischen Naturalismus“, mit dem er die materialistischen und anti-aristokratischen Tendenzen seiner Gegenwart überwinden will, immer tiefer in Astrologie, Alchimie und Okkultismus. Den Tiefpunkt seiner Suche stellt eine ausführlich geschilderte Schwarze Messe dar. Von Ekel überwältigt, zieht Durtal sich in die Einsamkeit zurück und kommt zu der desillusionierenden Einsicht, dass er, anders als Gilles de Rais, an dessen Biographie er arbeitet, nicht auf die Vergebung der Kirche und die Rückkehr zum christlichen Glauben hoffen kann. Huysmans ließ sich dabei von Joseph-Antoine Boullan (1824–1893) inspirieren, einem französischen Priester, der sich von der Kirche losgesagt hatte und sexualmagische Rituale durchführte. Huysmans’ ausführliche Schilderungen prägten das literarische Konstrukt „Schwarze Messe“. Auch Taxil hatte sich für die fantasievolle Ausmalung der von ihm erfundenen Schwarzen Messen der Freimaurer bei diesem Roman bedient, spätere Satanisten benutzten ihn als Gebrauchsanleitung für ihre Rituale.
Im 1919 entstandenen Romanfragment Die schwarze Messe von Franz Werfel kommt dagegen gar keine Schwarze Messe vor. Vielmehr geht es um einen Versuch, durch Überschreitung von Grenzen zu einer Ganzheit der Person zu gelangen: Dies wird mit den Mitteln der Schauerliteratur erzählt: Ein Mönch flieht nach einer ihn verstörenden sexuellen Stimulation durch eine Monstranz aus dem Kloster und lässt sich in eine blasphemisch umgedeutete Version der Genesis einweihen, die er in einer Vision als für sich real erlebt. Deutlicher sind die Bezüge in anderen Werken der Schauerliteratur, etwa Gustav Meyrinks Novelle Meister Leonhard von 1925, bei der 1928 erschienenen Kurzgeschichte Das Heiligtum von Edward Frederic Bensons (1867–1940) oder bei Der schwarze Magier von Dennis Wheatley (1897–1977) aus dem Jahr 1960. In Wheatleys Roman The Devil Rides Out von 1934 die Gestalt des Magiers deutlich nach dem britischen Okkultisten Aleister Crowley (1875–1947) gezeichnet, der zwar sexualmagische Rituale entwarf und durchführte, Schwarze Messen aber entschieden ablehnte, die er für einen „Missbrauch spiritueller Macht“ hielt.
Bereits 1922 war der literarische Topos der Schwarzen Messe so allgegenwärtig, dass der irische Schriftsteller James Joyce (1882–1941) ihn in seinem Ulysses parodieren konnte: In der Circe-Episode, die um Mitternacht in einem Bordell spielt, halluziniert der Protagonist Leopold Bloom, dass ein Pater mit einer Mohrrübe im Anus auf dem nackten schwangeren Leib seiner Bekannten Mina Purefoy eine Schwarze Messe zelebriert („Introibo ad altare diaboli“), wobei das Volk Offb 19,6  rückwärts rezitiert.
Satirische Verwendungen des Klischees finden sich in den letzten Jahrzehnten: In ihrem Roman Illuminatus!, einem 1975 erschienenen postmodernen Spiel mit allen möglichen Verschwörungstheorien, schildern die Autoren Robert Anton Wilson (1932–2007) und Robert Shea (1933–1994) in einer hochgradig obszönen Szene eine Schwarze Messe, bei der ein „Padre Pedrastia“ eine Hostie in die Vagina einer Frau platziert. Umberto Eco (1932–2016) verknüpft in seinem Roman Der Friedhof in Prag aus dem Jahr 2011 verschiedene antisemitische Verschwörungstheorien miteinander. Dabei verliert der antisemitische und sexuell gehemmte Protagonist Simonini während einer nach Taxils Mystifikationen gestalteten Schwarzen Messe seine Jungfräulichkeit ausgerechnet an eine „Halbjüdin“.

## Gegenwart
Heutzutage sind Schwarze Messen überwiegend Ausdruck einer Jugendkultur, der vom Reiz des Verborgenen und des unbekannten Transzendenten geprägt ist, ohne dass damit notwendigerweise ein fester Glaube an Satan und Dämonen biblischen Hintergrunds in Verbindung stehen. Teilweise feiern Jugendcliquen diese Zeremonien auf Friedhöfen oder anderen Orten, die ein pseudoreligiöses Angstgefühl erzeugen. Dabei werden auch Gräber geschändet und religiöse Symbole entweiht. Der Religionswissenschaftler Joachim Schmid hält das Feiern Schwarzer Messen zum Teil für eine Realisierung von Fantasien, die von der Kirche über Jahrhunderte als Realität dargestellt wurden. Dabei entsprach das den Schwarzen Messen zugrundeliegende Satansbild den mittelalterlichen Vorstellungen, für die der klassische Teufelspakt und die Dämonenmagie typisch waren. Für die Ethnologin Sabine Doering-Manteuffel sind das Feiern Schwarzer Messen, Teufelsanbetung und eine Ritualisierung des Bösen, als Aspekte des modernen Satanismus, eine Kehrseite des Wertewandels der 1960er und 1970er Jahre. Sie hält das Spiel mit provozierend-negativen Wertalternativen für ein wichtiges Motiv der satanistischen Jugendszene.
Bei einer 1968 zelebrierten Schwarzen Messe schwenkte Anton Szandor LaVey, der Gründer der Church of Satan ein Schwert über einem nackten Frauenkörper, der als Altar diente, und rief Satan, Luzifer, Belial und Leviathan an, bevor er einen Kelch mit Wein herumgab. Dabei rezitierte er eine lateinische Parodie auf die Heilige Messe und englische und französische Anrufungen Satans. Letztere stammten zum Teil wörtlich aus Huysmans Roman. Auch weitere Rituale wie das Urinieren auf einen Taufstein (statt ihn mit Weihwasser zu besprengen) parodierten in expliziter, bis zur Lächerlichkeit übertriebener Form den katholischen Gottesdienst. Im selben Jahr erschien auch LaVeys LP The Satanic Mass, die trotz des Titels keine Schwarze Messe enthielt. Ein Teil des rezitierten Materials erschien 1969 in Textform in seiner Satanischen Bibel. Darin spricht LaVey von einer üblichen Annahme, „dass die satanische Zeremonie immer als Schwarze Messe bezeichnet wird“. Die Schwarze Messe sei „nicht mehr […] als eine literarische Erfindung“ und deute nicht notwendigerweise an, dass die Ausführenden Satanisten sind; der Satanist setze „die Schwarze Messe nur als eine Art Psychodrama ein“. Daher grenzte LaVey die Satanische Messe auf seiner 1968 veröffentlichten LP The Satanic Mass von der Schwarzen Messe ab.
Die erste Aufnahme einer Schwarzen Messe findet sich auf der B-Seite der ersten Coven-LP Witchcraft Destroys Minds & Reaps Souls und trägt den Titel Satanic Mass. Auch diverse satanische Orden und Individuen beziehen sich entgegen LaVeys Aussage positiv auf die Idee der Schwarzen Messe beziehungsweise ihre praktische Ausführung.
Der sich in ausdrücklichem Gegensatz zu LaVeys „modernem Satanismus“ als traditionell satanisch bezeichnende Order of Nine Angles aus England druckte 1988 in Codex Saerus: Black Book of Satan eine Anleitung für eine Schwarze Messe ab. In The Black Book of Satan III folgten je nach Edition weitere Versionen der Schwarzen Messe: The Black Mass of Life in teils lateinischer und teils altenglischer Sprache, The Mass of Heresy mit positiven Bezugnahmen auf Adolf Hitler und den Nationalsozialismus und The Black Mass – Gay Version für (jeweils ausschließlich männliche oder weibliche) Homosexuelle mit entsprechenden Instruktionen je nach Geschlecht. 2010 publizierte der Orden eine islamistisch geprägte Version in seinem Journal Fenrir. Laut Michael W. Ford lehrt die Schwarze Messe Disziplin, sie sei „spirituell befriedigend in der psychologischen Annäherung an den Widersacher“ und wirke nach seiner Erfahrung befreiend.

## Sonstiges
Die 9. Klaviersonate op. 68 des russischen Komponisten und Pianisten Alexander Skrjabin (1872–1915) erscheint in Konzertprogrammen häufig mit dem Beinamen „Schwarze Messe“.